# Hugo Ferreira de Farias
Hugo Ferreira de Farias, meglio noto come Hugo (Arapiraca, 29 agosto 1997), è un calciatore brasiliano, difensore del Corinthians.

## Carriera
Esordisce nel Brasileirão il 10 aprile 2022, disputando con la maglia del Goiás l'incontro perso per 3-0 contro il Coritiba.

## Statistiche

### Presenze e reti nei club
Statistiche aggiornate al 10 dicembre 2024.
| Stagione        | Squadra         | Campionato      | Campionato | Campionato | Coppe nazionali | Coppe nazionali | Coppe nazionali | Coppe continentali | Coppe continentali | Coppe continentali | Altre coppe | Altre coppe | Altre coppe | Totale | Totale |
| Stagione        | Squadra         | Comp            | Pres       | Reti       | Comp            | Pres            | Reti            | Comp               | Pres               | Reti               | Comp        | Pres        | Reti        | Pres   | Reti   |
| --------------- | --------------- | --------------- | ---------- | ---------- | --------------- | --------------- | --------------- | ------------------ | ------------------ | ------------------ | ----------- | ----------- | ----------- | ------ | ------ |
| 2018            | Jacyobá         | SD/AL           | 5          | 0          |                 | -               | -               |                    | -                  | -                  |             | -           | -           | 5      | 0      |
| 2019            | Jacyobá         | PD/AL           | 10         | 2          |                 | -               | -               |                    | -                  | -                  |             | -           | -           | 10     | 2      |
| Totale Jacyobá  | Totale Jacyobá  | Totale Jacyobá  | 15         | 2          |                 | -               | -               |                    | -                  | -                  |             | -           | -           | 15     | 2      |
| 2019            | ABC             | C               | 5          | 0          | CB              | -               | -               |                    | -                  | -                  |             | -           | -           | 5      | 0      |
| 2020            | CRB             | PD/AL+B         | 1+15       | 0          | CB              | 1               | 0               |                    | -                  | -                  | CdN         | 2           | 0           | 19     | 0      |
| 2021            | CRB             | PD/AL           | 6          | 0          | CB              | 1               | 0               |                    | -                  | -                  | CdN         | 3           | 0           | 10     | 0      |
| Totale CRB      | Totale CRB      | Totale CRB      | 22         | 0          |                 | 2               | 0               |                    | -                  | -                  |             | 5           | 0           | 29     | 0      |
| 2021            | Goiás           | B               | 25         | 2          | CB              | -               | -               |                    | -                  | -                  |             | -           | -           | 25     | 2      |
| 2022            | Goiás           | PD/GO+A         | 5+5        | 0          | CB              | 0               | 0               |                    | -                  | -                  |             | -           | -           | 10     | 0      |
| 2023            | Goiás           | PD/GO+A         | 8+19       | 0+1        | CB              | 1               | 0               |                    |                    |                    | CV          | 6           | 0           | 34     | 1      |
| Totale Goiás    | Totale Goiás    | Totale Goiás    | 62         | 3          |                 | 1               | 0               |                    | -                  | -                  |             | 6           | 0           | 69     | 3      |
| 2024            | Corinthians     | A1/CP+A         | 12+25      | 0+0        | CB              | 6               | 0               | CS                 | 8                  | 0                  |             | -           | -           | 51     | 0      |
| Totale carriera | Totale carriera | Totale carriera | 141        | 5          |                 | 9               | 0               |                    | 8                  | 0                  |             | 11          | 0           | 169    | 5      |

## Palmarès

### Club

#### Competizioni statali
- Campionato Alagoano: 1

CRB: 2020
- Campionato paulista: 1

Corinthians: 2025